# Dodecatheon clevelandii
Dodecatheon clevelandii là một loài thực vật có hoa trong họ Anh thảo. Loài này được Greene mô tả khoa học đầu tiên năm 1888.

## Hình ảnh

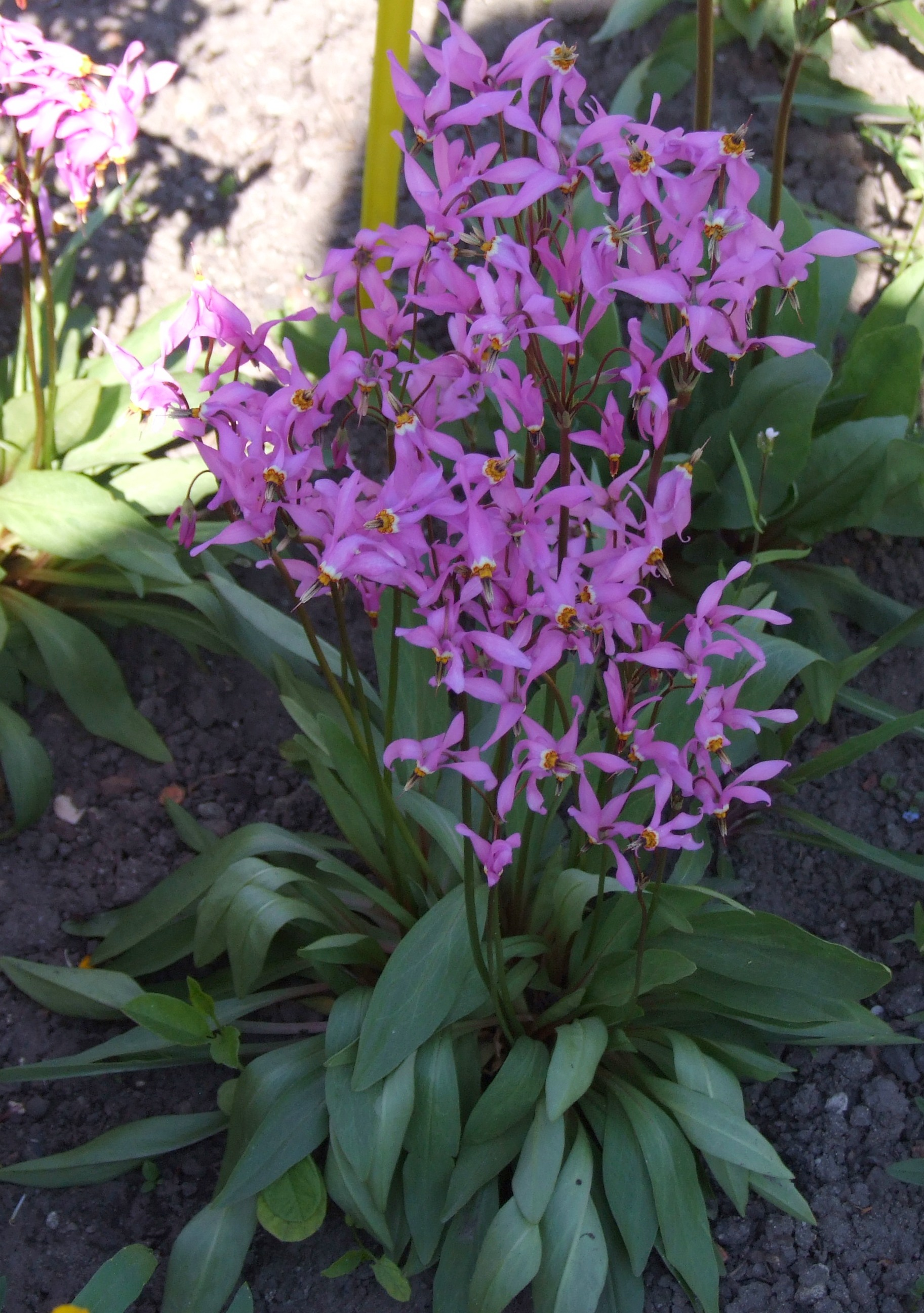
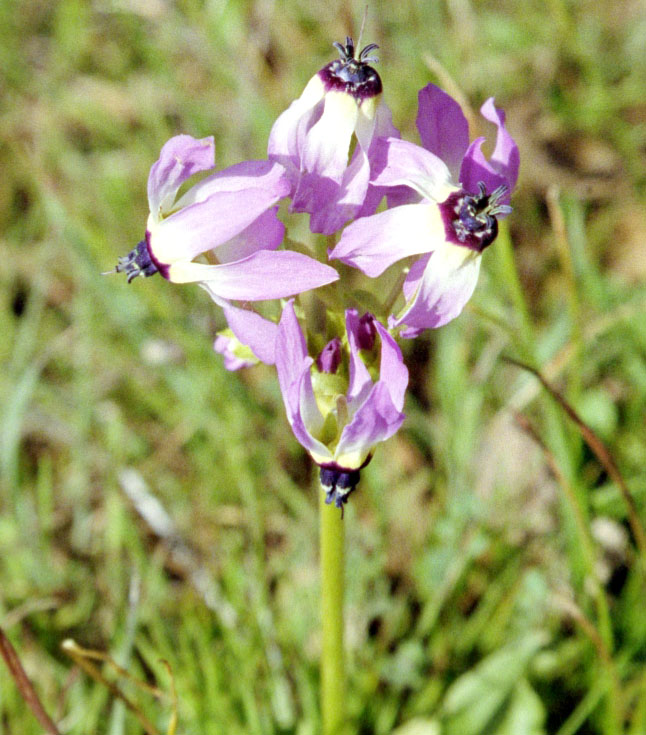
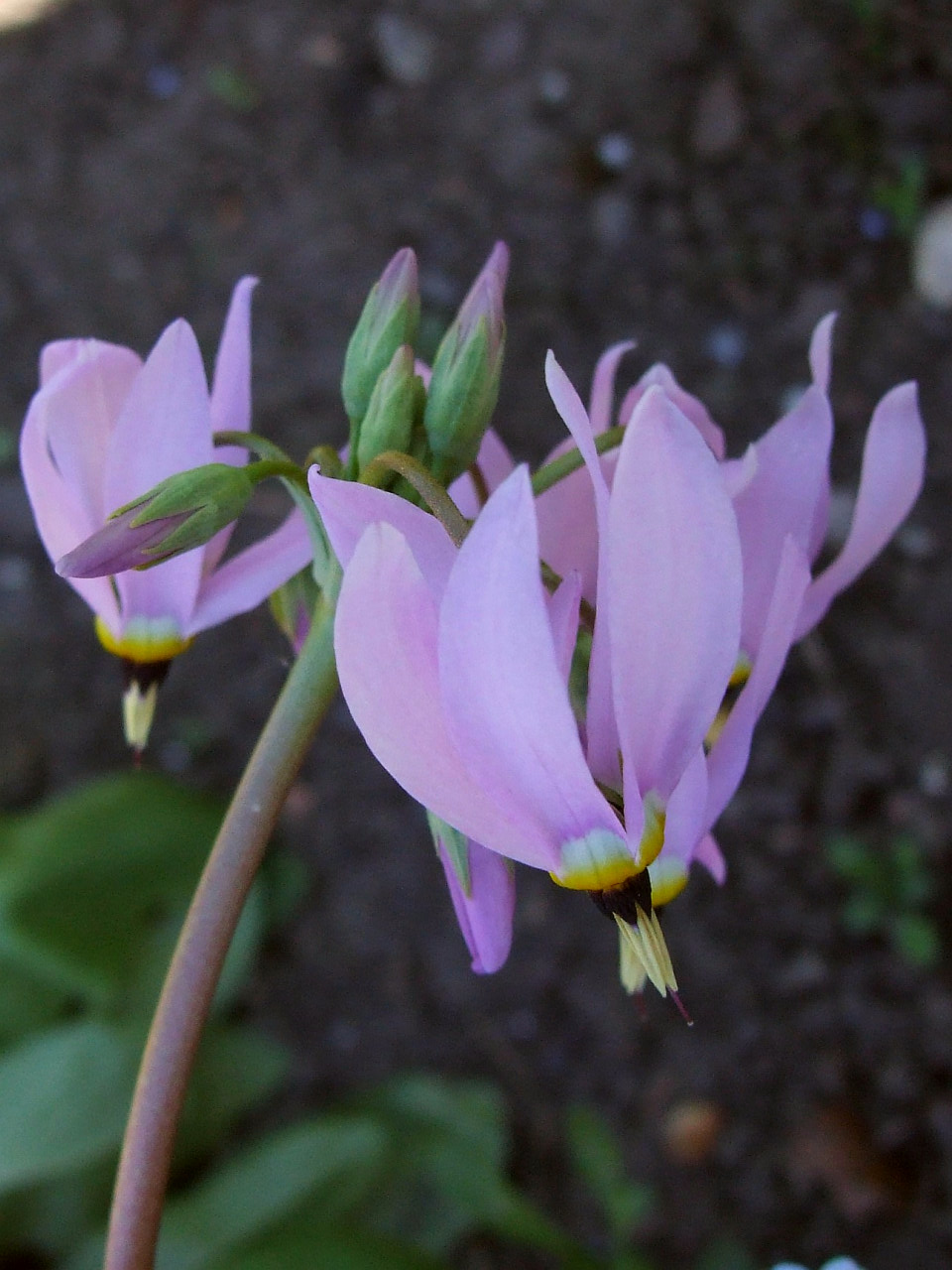
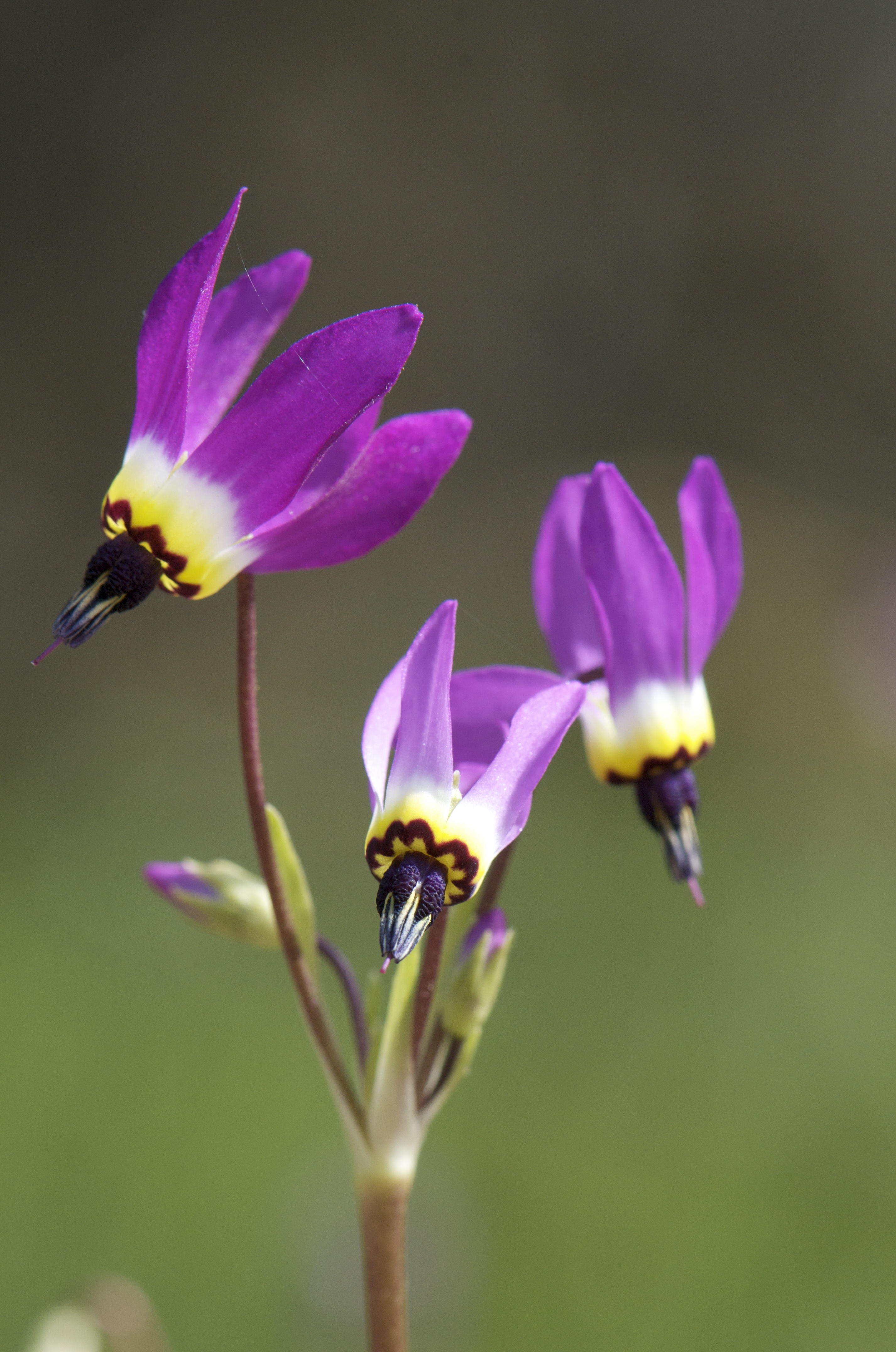